# 로렌스 테일러

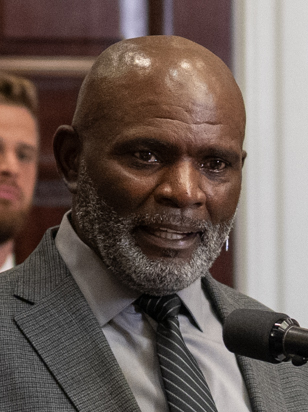
2025.

로렌스 테일러(Lawrence Taylor, 1959년 2월 4일 ~ )는 미국의 배우, 프로 레슬링 선수, 영화배우이다.
윌리엄스버그에서 태어났다.

## 영화
- 로마에서 생긴 일 (2010년)
- 더 컴백스 (2007년)
- 스타와 춤을 (2005년) - 본인 역
- 지미 키멜 라이브! (2003년) - 게스트 역
- 헬 (2003년) - 451 역
- 체이서 (2000년)
- 애니 기븐 선데이 (1999년) - 루더 샤크 라베이 역
- 워터보이 (1998년)
- 스파이더 리턴즈 (1941년)